# Mount Carmel-Mitchells Brook-St. Catherine's
Mount Carmel-Mitchells Brook-St. Catherine's is een gemeente (town) in de Canadese provincie Newfoundland en Labrador. De gemeente bevindt zich aan de zuidkust van het eiland Newfoundland.

## Geschiedenis
In 1970 riep de provincieoverheid het rural district Mount Carmel-Mitchells Brook-St. Catherine's in het leven. De tot dan gemeentevrije dorpen Mount Carmel, Mitchells Brook en St. Catherine's werden zo verenigd onder één gemeentebestuur. Op basis van de Municipalities Act van 1980 werd het rural district als bestuursvorm afgeschaft en kreeg de gemeente automatisch de status van town.

## Geografie
De gemeente is gelegen aan de noordelijke oever van Salmonier Arm. Dat is een 14 km lange zijarm van de St. Mary's Bay, een baai aan de zuidkust van het schiereiland Avalon in Oost-Newfoundland. Mount Carmel, de hoofdplaats van de gemeente, is het centrale van de drie dorpen. Ten westen ervan ligt Mitchells Brook en ten oosten ervan, aan de monding van de rivier de Salmonier in Salmonier Arm, ligt St. Catherine's.
Aan de overkant van de zeearm liggen de plaatsen Forest Field, New Bridge en St. Joseph's en ten noordwesten van Mount Carmel liggen de plaatsen Harricott en Colinet. Er liggen drie provinciale routes op het grondgebied van de gemeente, namelijk provinciale route 90, provinciale route 91 en provinciale route 93.

## Demografie
Demografisch gezien is Mount Carmel-Mitchells Brook-St. Catherine's, net zoals de meeste kleine gemeenten op Newfoundland, al decennia aan het krimpen. Tussen 1981 en 2016 daalde de bevolkingsomvang van 699 naar 349. Dat komt neer op een daling van 350 inwoners (-50,1%) in 35 jaar tijd. In de periode 2016–2021 was er een beperkt herstel.
| Demografische ontwikkeling van Mount Carmel-Mitchells Brook-St. Catherine's tussen 1971 en 2021 |
| ----------------------------------------------------------------------------------------------- |
|                                                                                                 |
| Bron: Statistics Canada (1971–1986, 1991–1996, 2001–2006, 2011–2016, 2021)                      |

### Taal
Volgens de volkstelling van 2021 hadden alle inwoners van de gemeente het Engels als moedertaal. Er waren in totaal vijftien mensen (3,9%) die het Frans machtig waren.